# Dogma (entreprise)
Pour les articles homonymes, voir Dogma.

Logo des studios Dogma

Dogma est le nom d'une société japonaise productrice de films pornographiques.
Dogma a été fondée par TOHJIRO, réalisateur de la firme Soft On Demand (SOD), en 2001.
D'abord simple entité au sein de SOD, elle s'en sépare en 2002 pour devenir une société indépendante.
Dogma est connue pour ses publications de pornographie extrême. En particulier la série Confinement Chair Trance tournée avec certains grands noms de la vidéo pornographique: Maria Hirai, Kirari Koizumi, Kurumi Morishita, Miki Tachibana, Hourai Miyuki, Akira Watase, Rei Aoki...
La société fait actuellement partie du groupe Hokuto Corporation.